# Ablabesmyia janta
Ablabesmyia janta är en tvåvingeart som först beskrevs av Roback 1959.  Ablabesmyia janta ingår i släktet Ablabesmyia och familjen fjädermyggor. Inga underarter finns listade i Catalogue of Life.